# 70 a. C.
El año 70 a. C. fue un año del calendario romano prejuliano. En el Imperio romano, fue conocido como el año 684 Ab Urbe condita.

## Acontecimientos

### Roma
- Agosto: En Roma, Cicerón acusa al anterior gobernador de Sicilia, Verres, que se exilia a Massilia antes de que acabe el juicio.
- Pompeyo y Marco Licinio Craso se convierten en cónsules.
- El cargo de censor es reinstaurado en la República Romana.
- Lúculo captura Sinop, luego invade Armenia.
- Hispania Citerior, propretor Marco Pupio Pisón; logró un triunfo.[1]

## Nacimientos
- Virgilio, poeta épico romano.